# Волково (Варыгинская волость)
Волково — деревня в Опочецком районе Псковской области России. Входит в состав Варыгинской волости.
Расположена в 7 км к западу от города Опочка, на левом берегу реки Исса.
Численность населения по оценке на конец 2000 года составляла 14 жителей, на 2012 год — 18 жителей.